# Maunabo (Maunabo)
Maunabo es un barrio-pueblo ubicado en el municipio de Maunabo en el estado libre asociado de Puerto Rico. En el Censo de 2010 tenía una población de 317 habitantes y una densidad poblacional de 868,05 personas por km².

## Geografía
Maunabo se encuentra ubicado en las coordenadas 18°0′28″N 65°54′3″O / 18.00778, -65.90083. Según la Oficina del Censo de los Estados Unidos, Maunabo tiene una superficie total de 0.37 km², que corresponden a tierra firme.

## Demografía
Según el censo de 2010, había 317 personas residiendo en Maunabo. La densidad de población era de 868,05 hab./km². De los 317 habitantes, Maunabo estaba compuesto por el 54.57% blancos, el 20.19% eran afroamericanos, el 0.32% eran amerindios, el 15.77% eran de otras razas y el 9.15% pertenecían a dos o más razas. Del total de la población el 98.42% eran hispanos o latinos de cualquier raza.